# (10811) Lau
(10811) Lau est un astéroïde de la ceinture principale.

## Description
(10811) Lau est un astéroïde de la ceinture principale. Il fut découvert le 17 mars 1993 à La Silla par le programme UESAC. Il présente une orbite caractérisée par un demi-grand axe de 2,93 UA, une excentricité de 0,22 et une inclinaison de 7,2° par rapport à l'écliptique.

## Compléments